# Heinz Knoke (Maler)
Heinz Knoke (* 8. Januar 1922 in Hannover; † 22. Januar 1991 ebenda) war ein deutscher Maler und Gebrauchsgrafiker, der sich vor allem mit expressiven Darstellungen des Menschen und des menschlichen Körpers beschäftigte, aber auch andere Künstler porträtierte.

## Leben
Geboren zur Zeit der Weimarer Republik als Sohn des Malers Albert Knoke, studierte Knoke, der sich die Malerei als Autodidakt selbst beigebracht hatte, zur Zeit des Nationalsozialismus in den Jahren von 1938 bis 1940 an der hannoverschen Werkkunstschule unter anderem als Schüler von Fritz Burger-Mühlfeld. Während des Zweiten Weltkrieges diente er ab 1941 jedoch als Soldat und geriet als solcher in Kriegsgefangenschaft.
1945 konnte Knoke in seine Heimatstadt zurückkehren. In den Jahren von 1951 bis 1954 unternahm er Studienreisen in Europa sowie in den Vorderen Orient.
1958 hatte Heinz Knoke seine erste Einzelausstellung in Paris, 1960 in Göttingen. 1961 beschickte er eine Ausstellung in Bremen mit seinen Werken, und – nachdem er 1963 erste Radierungen schuf – 1965 Worpswede. Im selben Jahr entstand sein erstes Mappenwerk mit einem Bilderzyklus aus acht Aquatinta-Radierungen unter dem Titel „Assurbanipal“, gefolgt von dem 1968 ebenso gefertigten „Symposion“.
Seit den 1970er Jahren konzentrierte sich Heinz Knoke insbesondere auf die Schöpfung von Ölgemälden, schuf Porträts von anderen Künstlern wie Oscar Wilde, Edgar Allan Poe oder Schubert, kreierte „[…] mit Pinsel und Stift“ nicht unbedingt schmeichelhafte Darstellungen der „[…] Fehlleistung Mensch“ – und konnte doch von seiner Kunst sich und seine Familie ernähren.
1979 hatte Knoke Wohnsitz und Atelier unter der Adresse In der Steinriede 6 in Hannover.
Noch 1982 erhielt Knoke ein Künstlerstipendium durch das Land Niedersachsen.

## Weitere Ausstellungen
In der niedersächsischen Landeshauptstadt wurden Werke zu Lebzeiten Knokes ausgestellt in der Städtischen Galerie KUBUS, in der Galerie Kö 24 sowie der Galerie Borkowski. Zudem beschickte der Künstler Ausstellungen unter anderem in Berlin (Kupferstichkabinett Berlin-Dahlem, 1975), Hamburg und Oldenburg (Oldb).
Posthum wurden 1998 aus Anlass des 40sten Jubiläums der Tage der Neuen Musik Hannover mehrere Werke Knokes aus dem Symposion im NDR-Funkhaus Hannover gezeigt.

## Werke (Auswahl)
- Assurbanipal. 8 Radierungen, 8 Illustrationen in einer Mappe mit einer limitierten Auflage von 35 Exemplaren zum Kaufpreis von 2.000 DM, Heidelberg: Edition Rothe, 1965